# Нега-позиционная система счисления
Не́га-позицио́нная систе́ма счисле́ния — позиционная система счисления с отрицательным основанием. Особенностью таких систем является отсутствие знака перед отрицательными числами и, следовательно, отсутствие правил знаков. Всякое число любой из нега-позиционных систем, отличное от {\displaystyle 0}, с нечётным числом цифр — положительно, а с чётным числом цифр — отрицательно. Часто число в нега-позиционной системе требует для записи на одну цифру больше, чем то же число в системе с положительным основанием. Обычно название нега-позиционной системы состоит из приставки нега- и названия соответствующей системы счисления с положительным основанием; например, нега-десятичная (b = −10), нега-троичная (b = −3), нега-двоичная (b = −2) и другие.

## Примеры
| Нега-позиционная запись | Позиционная запись | Представление числа                                              |
| ----------------------- | ------------------ | ---------------------------------------------------------------- |
| 174(-10)                | 34(10)             | 1·(-10)2 + 7·(-10)1 + 4·(-10)0 = 100 − 70 + 4 = 34               |
| 46(-10)                 | −34(10)            | 4·(-10)1 + 6·(-10)0 = −40 + 6 = −34                              |
| 11001(-2)               | 1001(2)            | 1·(-2)4 + 1·(-2)3 + 0·(-2)2 + 0·(-2)1 + 1·(-2)0 = 16 − 8 + 1 = 9 |

## История
Нега-позиционные системы счисления были впервые предложены Витторио Грюнвальдом в его работе «Giornale di Matematiche di Battaglini» 23 (стр. 203—221), опубликованной в 1885 году. Грюнвальд описал алгоритмы сложения, вычитания, умножения, деления, извлечения корня, признаков делимости и преобразования систем счисления.

## Использование
Число x в нега-позиционной системе счисления с основанием {\displaystyle b=-r} представляется в виде линейной комбинации степеней числа {\displaystyle -r}:
{\displaystyle x=\sum _{k=0}^{n-1}a_{k}(-r)^{k}},
где {\displaystyle a_{k}} — это целые числа, называемые цифрами и удовлетворяющие неравенству {\displaystyle 0\leq a_{k}<r}, {\displaystyle k} — порядковый номер разряда начиная с нулевого, n — число разрядов.
Каждая степень {\displaystyle (-r)^{k}} в такой записи называется разрядом, старшинство разрядов и соответствующих им цифр определяется значением показателя {\displaystyle k}. Обычно для ненулевого числа {\displaystyle x} требуют, чтобы старшая цифра {\displaystyle a_{n-1}} в b-ричном представлении {\displaystyle x} была также ненулевой.
Нега-позиционные системы сравнимы с знако-разрядными системами счисления, такими как симметричная троичная система, где основание системы положительно, однако цифры могут принимать отрицательные значения из некого промежутка.
Некоторые числа обладают одним и тем же представлением в системах счисления с основанием {\displaystyle b} и {\displaystyle -b} (позиционных и соответствующим им нега-позиционных). К примеру, числа от 100 до 109 одинаково записываются в десятичной и нега-десятичных системах счисления. Аналогично:
{\displaystyle 17=2^{4}+2^{0}=(-2)^{4}+(-2)^{0}}
То есть число 17 имеет одинаковое представление в двоичной и нега-двоичной системах счисления — {\displaystyle 10001}.
Представления чисел от −12 до 12 в различных системах счисления:
| Десятичное | Нега-десятичное | Двоичное | Нега-двоичное | Троичное | Нега-троичное |
| ---------- | --------------- | -------- | ------------- | -------- | ------------- |
| -12        | 28              | -1100    | 110100        | -110     | 1210          |
| -11        | 29              | -1011    | 110101        | -102     | 1211          |
| -10        | 10              | -1010    | 1010          | -101     | 1212          |
| -9         | 11              | -1001    | 1011          | -100     | 1200          |
| -8         | 12              | -1000    | 1000          | -22      | 1201          |
| -7         | 13              | -111     | 1001          | -21      | 1202          |
| -6         | 14              | -110     | 1110          | -20      | 20            |
| -5         | 15              | -101     | 1111          | -12      | 21            |
| -4         | 16              | -100     | 1100          | -11      | 22            |
| -3         | 17              | -11      | 1101          | -10      | 10            |
| -2         | 18              | -10      | 10            | -2       | 11            |
| -1         | 19              | -1       | 11            | -1       | 12            |
| 0          | 0               | 0        | 0             | 0        | 0             |
| 1          | 1               | 1        | 1             | 1        | 1             |
| 2          | 2               | 10       | 110           | 2        | 2             |
| 3          | 3               | 11       | 111           | 10       | 120           |
| 4          | 4               | 100      | 100           | 11       | 121           |
| 5          | 5               | 101      | 101           | 12       | 122           |
| 6          | 6               | 110      | 11010         | 20       | 110           |
| 7          | 7               | 111      | 11011         | 21       | 111           |
| 8          | 8               | 1000     | 11000         | 22       | 112           |
| 9          | 9               | 1001     | 11001         | 100      | 100           |
| 10         | 190             | 1010     | 11110         | 101      | 101           |
| 11         | 191             | 1011     | 11111         | 102      | 102           |
| 12         | 192             | 1100     | 11100         | 110      | 220           |

## Перевод в нега-позиционные системы
Нега-позиционное представление числа может быть получено последовательными делениями с остатком исходного числа на {\displaystyle b=-r} (то есть на основание нега-позиционной системы) и записью подряд остатков начиная с последнего. Заметим, что если {\displaystyle a/b=c}, с остатком {\displaystyle d}, то {\displaystyle bc+d=a}. Пример перевода в нега-троичную систему:
{\displaystyle {\begin{aligned}146&~/~-3=&-48,&~~~d=2\\-48&~/~-3=&16,&~~~d=0\\16&~/~-3=&-5,&~~~d=1\\-5&~/~-3=&2,&~~~d=1\\2&~/~-3=&0,&~~~d=2\\\end{aligned}}}
Следовательно, нега-троичным представлением числа 146(10) является 21102(-3).
```
// Нега-троичная

static
 
string
 
negaternary
(
int
 
value
)

{

	
string
 
result
 
=
 
string
.
Empty
;

	
do

	
{

		
int
 
remainder
 
=
 
value
 
%
 
-
3
;

		
value
 
=
 
value
 
/
 
-
3
;

		
if
 
(
remainder
 
<
 
0
)

		
{

			
remainder
 
+=
 
3
;

			
value
 
+=
 
1
;

		
}

		
result
 
=
 
remainder
.
ToString
()
 
+
 
result
;

	
}
 
while
 
(
value
 
!=
 
0
);

	
return
 
result
;

}

```

```
// Нега-двоичная

#include
 
<iostream>

using
 
namespace
 
std
;

int
 
main
()

{

	
int
 
value
,
rem
;

	
string
 
res
=
""
;

	
cin
>>
value
;

	
do

	
{

		
rem
=
value
%
-2
;

		
value
=
value
/
-2
;

		
if
(
rem
<
0
)

		
{

			
rem
=
rem
+
2
;

			
value
++
;

		
}

		
if
(
rem
==
1
)
 
res
=
"1"
+
res
;

		
if
(
rem
==
0
)
 
res
=
"0"
+
res
;

	
}

    
while
(
value
!=
0
);

	
cout
<<
res
;

}

```

```
# Нега-двоичная

res
 
=
 
""

value
 
=
 
int
(
input
())

while
 
True
:

    
rem
 
=
 
value
 
%
 
-
2

    
value
 
=
 
value
 
//
 
-
2

    
if
 
rem
 
<
 
0
:

        
rem
 
=
 
rem
 
+
 
2

        
value
 
=
 
value
 
+
 
1

    
if
 
rem
 
==
 
1
:

        
res
 
=
 
"1"
 
+
 
res

    
if
 
rem
 
==
 
0
:

        
res
 
=
 
"0"
 
+
 
res

    
if
 
value
 
==
 
0
:

        
break

print
(
res
)

```

## Арифметические операции

### Сложение
Сложение столбиком надо делать как в обычной системе, например если вы хотите сложить в нега-десятичной системе счисления, то это надо делать как в десятичной системе счисления. Но с одним исключением: если при сложении в каком-либо разряде получается число не менее 10, то надо в этот разряд записать число единиц из полученного числа а из соседнего слева разряда вычесть единицу. Если слева нет разряда, то приписать слева 19 (для нега-десятичной, для нега-троичной 12, для нега-двоичной 11). Например (нега-десятичная система):
```
 ·  ·
 18115
+
  
5487

  3582
```

5+7=12, 2 в разряд единиц, из соседнего слева вычитаем единицу. 8+5=13, 3 в разряд минус тысяч, из соседнего слева вычитаем единицу.
```
  ·
  72
+
  
49

1901
```

2+9=11, 1 в разряд единиц, из соседнего слева вычитаем единицу. 6+4=10, 0 в разряд минус десятков, соседнего слева — нет, приписываем слева 19.

### Вычитание
Вычитание столбиком надо делать как в обычной системе, например если вы хотите вычесть в нега-десятичной системе счисления (НДСС), то это надо делать как в десятичной системе счисления. Но с одним исключением: если при вычитании в каком-либо разряде надо занять десяток, то вы это и делаете, но из соседнего слева разряда вы не вычитаете единицу, а наоборот прибавляете её туда. Если слева нет разряда, то приписать слева 1. Например (нега-десятичная система):
```
 52
−
 
39

 ??
```

2−9 нельзя, занимаем единицу.
```
 2     12
−     −
 
9
      
9

??      3
```

12−9=3, 3 в разряд единиц, в соседний слева разряд прибавляем единицу (52−12= 52−2+10 =50+10=60). 6−3=3.
```
 52    
52
    
6
0    60    00
−     −     −     −     −
 
39
    
30
    
30
    
30
    
00

 ??    ?3    ?3    ?3    33
```

52 в НДСС = −4810. 39 в НДСС = −2110. 33 в НДСС = −2710.
−4810 − (−2110) = −2710.

### Умножение

#### Таблицы умножения
| × | 0 | 1 |
| - | - | - |
| 0 | 0 | 0 |
| 1 | 0 | 1 |

| 2 | 0 | 2 | 121 |
| 1 | 0 | 1 | 2   |
| 0 | 0 | 0 | 0   |
| х | 0 | 1 | 2   |

| 1 | 2   | 3   | 4   | 5   | 6   | 7   | 8   | 9   |
| - | --- | --- | --- | --- | --- | --- | --- | --- |
| 2 | 4   | 6   | 8   | 190 | 192 | 194 | 196 | 198 |
| 3 | 6   | 9   | 192 | 195 | 198 | 181 | 184 | 187 |
| 4 | 8   | 192 | 196 | 180 | 184 | 188 | 172 | 176 |
| 5 | 190 | 195 | 180 | 185 | 170 | 175 | 160 | 165 |
| 6 | 192 | 198 | 184 | 170 | 176 | 162 | 168 | 154 |
| 7 | 194 | 181 | 188 | 175 | 162 | 169 | 156 | 143 |
| 8 | 196 | 184 | 172 | 160 | 168 | 156 | 144 | 132 |
| 9 | 198 | 187 | 176 | 165 | 154 | 143 | 132 | 121 |